# Stamoderes
Stamoderes är ett släkte av skalbaggar. Stamoderes ingår i familjen vivlar.
Kladogram enligt Catalogue of Life:
| Stamoderes | \| \| Stamoderes setulosus \| \| \| \| \| \| Stamoderes uniformis \| \| \| \| |
|            | \| \| Stamoderes setulosus \| \| \| \| \| \| Stamoderes uniformis \| \| \| \| |
|            | Stamoderes setulosus                                                          |
|            |                                                                               |
|            | Stamoderes uniformis                                                          |
|            |                                                                               |